# Richtersveld
Richtersveld si trova nella provincia sudafricana del Capo Settentrionale, un territorio desertico caratterizzato da aspre gole ed alte montagne. È costituito da numerosi ecosistemi, dalle pianure sabbiose alle montagne rocciose di origine vulcanica, fino al lussureggiante fiume Orange che costeggia la Namibia.
Situata nella regione meridionale di Namaqualand, quest'area arida rappresenta un territorio in cui l'acqua è veramente rara, e solo le forme di vita più resistenti riescono a sopravvivere.
È uno dei luoghi più frequentati dai turisti che visitano questo angolo di mondo, e il paesaggio viene a volte descritto come "marziano". Nonostante ad una prima occhiata appaia sterile e desolato, una migliore analisi evidenzia la ricca biodiversità dell'area.
Le temperature raggiungono estremi di oltre 50 °C in estate, mentre la pioggia è molto, molto rara.
La parte settentrionale dell'area venne proclamata Parco nazionale Richtersveld nel 1991, dopo 18 anni di negoziazione con la locale popolazione Nama che continua a vivere all'interno del parco. Copre un'area di 1.624,45 chilometri quadri.
Nel giugno 2007 il "Paesaggio culturale e botanico di Richtersveld", subito a sud del parco nazionale, venne dichiarata patrimonio dell'umanità dell'UNESCO. A differenza del parco nazionale, il Richtersveld Community Conservancy che forma il nucleo del patrimonio, non è soggetto all'estrazione di diamanti.

## Clima
Il clima è molto duro con temperature che raggiungono i 53 °C durante l'estate. Le notti sono fredde e provocano un'intensa rugiada. Questo clima ha favorito la creazione di un ecosistema unico.

### "Malmokkies"
Con questa scarsezza d'acqua la vita di Richtersveld dipende dall'umidità dalla nebbia mattutina. Gli abitanti locali la chiamano 'Ihuries' o 'Malmokkies', e rende possibile la sopravvivenza di piccoli rettili, uccelli e mammiferi.

## Fauna
Il parco ospita diverse specie di mammiferi tra cui il rhebok (Pelea capreolus), la silvicapra (Sylvicapra grimmia), il raficero campestre (Raphicerus campestris), il saltarupi (Oreotragus oreotragus), la zebra di montagna del Capo (Equus zebra), il babbuino nero (Papio ursinus), il cercopiteco verde (Chlorocebus pygerythrus), il caracal (Caracal caracal) e qualche raro esemplare di leopardo (Panthera pardus).
Molto ricca anche l'avifauna.

## Flora
Il parco ospita 650 specie vegetali, ed ha la più ricca collezione mondiale di piante succulente che formano un ecosistema unico come quello del Karoo.
Il parco ospita numerose piante alquanto strane, molte delle quali non si trovano in nessun'altra zona del mondo. Prima fra tutte la "Halfmensboom" (Pachypodium namaquanum). Tradotto letteralmente significa "pianta mezzo-uomo" e prende questo nome a causa della forma antropomorfa. La parte superiore è composta da un gruppo di foglie spesse ed arricciate, che possono far pensare ad una testa umana.
Queste piante sono adorate dagli indigeni Nama che le ritengono personificazioni degli antenati, mezzi uomini e mezze piante.
In questa zona si trovano anche numerose specie di Aloe.

## Popolazioni
La zona è abitata dai Nama e da altre popolazioni. La comunità locale, che possiede l'intera area, gestisce il parco nazionale in collaborazione con il South African National Parks, ed è responsabile per la conservazione del patrimonio dell'umanità. La zona è usata da mandriani nomadi per tradizione che proseguono nel loro stile di vita. È l'ultimo posto in cui sopravvive la cultura KhoiKhoi (di cui i Nama sono il solo clan sopravvissuto), che una volta occupava l'intero sud-ovest africano.